# (S,S)-butanodiolo deidrogenasi
La (S,S)-butanodiolo deidrogenasi è un enzima appartenente alla classe delle ossidoreduttasi, che catalizza la seguente reazione:
(S,S)-butano-2,3-diolo + NAD+ ⇄ acetoina + NADH + H+